# Сапего, Сергей Викторович
Сергей Викторович Сапего (род. 8 октября 1999, Витебск) — белорусский хоккеист, защитник СКА.

## Биография
Как и старший брат Виталий, начинал играть в Витебске. В сезоне 2015/16 дебютировал в высшей лиге, играя за «Витебск-2» и «Динамо» Раубичи. В следующем сезоне выступал в чемпионате Беларуси за команду Беларуси до 20 лет и в высшей лиге за Беларусь до 18.
Перед сезоном 2017/18 перешёл в команду WHL «Трай-Сити Американс». Провёл за два месяца три игры и был обменян в другую команду WHL
«Принс-Альберт Рэйдерз», где через месяц сломал руку. В следующем сезоне вместе с командой стал чемпионом лиги. Перед сезоном 2019/20 провёл неделю в тренировочном лагере клуба НХЛ «Торонто Мейпл Лифс». Играл в ECHL за «Ньюфаундленд Гроулерс», из-за травмы колена выбыл на несколько месяцев, долго восстанавливался. В сезоне 2020/21 провёл два матча за «Торонто Марлис» в AHL. Вернувшись в Белоруссию, отыграл два сезона за клуб КХЛ «Динамо» Минск. 17 мая 2023 года вместе с Владимиром Алистровым был обменян в СКА на Александра Волкова и денежную компенсацию.
Участник чемпионата мира среди юниоров 2017. Серебряный призёр группы «А» первого дивизиона молодёжного чемпионата мира 2019.